# Rosenstråle
Rosenstråle är en svensk uradelsätt från Sonstorp, introducerad som nummer 37 i riddarklassen på Riddarhuset. Ätten är sedan 1985 utslocknad på svärdssidan.
Ätten Rosenstråles äldsta belagda ursprung härleds till Östergötland och Nils Jönsson till Sonstorp som nämns 1334 och dennes barnbarn, Johan Holmstensson, som är nämnd år 1377. Ätten introducerades på Riddarhuset med dennes ättling, år 1625. Två medlemmar av ätten har varit riksråd, Holmsten Johansson samt riddaren vid kung Karl Knutssons kröning, Erik Holmstensson.
Godset Sonstorp var i släktens ägo i inte mindre än över 300 år. Ett annat gods som tillhörde ätten var Borggårds Bruk och herrgård, som omnämns 1476 i samband med att Erik Holmstensson skänkte en tredjedel av hemmanet till kyrkan. Erik Jönsson, som tidigare varit delägare av egendomen, förvärvade denna i sin helhet 1550 genom ett gåvobrev från Gustav Vasa. En första masugn uppfördes under den driftiga ägarinnan Anna Rosenstråles tid 1644–1682. Stångjärnssmidet kom att dominera tillverkningen vid Borggård under århundraden. 1651 uppfördes en hammare, men den hade då haft en föregångare. Tackjärnstillverkningen upphörde däremot redan 1714, då masugnen flyttades till Österby. Familjen Rosenstråle innehade Borggård fram till år 1778, då assessor Erik Rosenstråle avled. Cajsa Warg växte upp på gården med sin styvfader, Eric Georg Rosenstråle, och sin mor.
Den rosenstrålska familjegraven finns i Kullerstads kyrka från 1200-talet. Under korgolvet finns en murad grav för ätten Rosenstråle. Där vilar bland andra ryttmästaren Anders Eriksson Rosenstråle, död 1602, samt dennes son, Erik Andersson Rosenstråle, död 1643, och sonson, kornetten Anders Eriksson Rosenstråle, död 1673. I korgolvet finns även en vacker uthuggen gravsten över Erik Andersson Rosenstråle och hans hustru Anna Ribbing. Det begravningsvapen som utmärker sig mest är ett huvudbaner över någon i släkten Rosenstråle, sannolikt Erik Andersson, samt ett antal anvapen som har fäderne- och mödernessläkternas vapen på dem.

## Gods i släktens ägo
- Sonstorp gods
- Borggård gods, Hällestad socken
- Gillberga, Sköllersta socken
- Ravnäs, Konungssunds socken
- Tuna, Rystads socken
- Slestad, Slaka socken
- Högsjögård, Västra Vingåkers socken
- Svarttorp, Regna socken
- Skalltorp, Östra Vingåkers socken
- Barksäter, Östra Vingåkers socken
- Kurkijärvi, Lampis socken
- Katrineholm, Stora Malms socken
- Sorola, Letala socken
- Skattna, Kullerstads socken
- Hälleberga, Älvestad socken
- Målajord, Eke socken
- Ramnåsa, Dädesjö socken
- Äpplaholm, Norra Sandsjö socken

## Personer ur ätten
- Gunilla Jönsdotter – Hovmästarinna hos konung Carl IX:s maka, drottning Kristina den äldre.
- Johan Holmstensson –  Var bosatt i Gertrem (i Kuddby socken) 1377 och ännu 1383, men 1384 i  Sonstorp, vilket han synes hava erhållit genom sitt gifte. Väpnare.  Överlät genom bytesbrev 1377-03-26, med sin hustrus och hennes sons i  första giftet samtycke till drotsen Bo Jonsson (Grip) en hytta med mera i  Hällestads bergslag. Genom intyg av år 1413-12-03 och 1413-12-14 samt 1414-01-13 framgår, att Bo Jonsson under hot av att kasta honom i fängelse förmått honom att till sig avstå sin hustrus gods Granstad och Härna i Vreta klosters socken, Östergötlands län och Harsby i Skönberga socken, Östergötlands län. Beseglar jämte Bo Jonsson med flera ett jordaskifte mellan Hidolf av Hedsiö (i Löts socken) och Askaby kloster 1384-04-06.
- Erik Holmstensson – till Sonstorp samt Tuna i Rystads socken, Östergötlands län, vilket han  1451-07-20 tillbytte sig, och varest han en tid bodde, men återflyttade  sedan till Sonstorp. Var häradshövding i Bråbo härad 1442-01-28. Riddare vid konung Karl Knutssons kröning (Sb.) 1448-06-29. Riksråd 1450-06-10 vid riksdagen i Arboga, då riksrådet tillstyrkte konung Karl Knutsson att avstå Norge. Satt jämte två andra riddare för rätta i Linköping 1458-04-17. Var 1471-09-04 i Vadstena bland de riksråd, vilka uppsade konung Kristiern I tro och lydnad. Levde ännu 1478-08-15, då hans hustru Gunnur med hans samtycke skänkte jord till Alvastra kloster, men var död 1479-09-14, då arvskifte förrättades efter honom. Han utfärdade ett gåvobrev av 1475-08-24, varmedelst han för sin faders själ och med sin hustrus samtycke gav Kattorp på Östbo ägor till klockarbol för  Hällestads klockare. Har 1478-01-02 (octava S:ti Stefani) givit en till Kattorp lydande, men i förra brevet undantagen humlegård till samma klockarebol.
- Holmsten Johansson – Häradshövding och riksråd.
- Börje Jönsson Rosenstråle – Ryttmästare och hövitsman över Vadstena slott.
- Claes Göran Rosenstråle –  född 1670. Student vid Uppsala universitet 1675-04-20. Underfyrverkare vid artilleriet i Stockholm 1687. Styckjunkare vid artilleriet i Stockholm  1690 och vid artilleriet i Malmö 1691. Adjutant vid artilleriet i Stockholm 1692. Fänrik 1695-06-04. Löjtnant 1698. Kaptenlöjtnant 1701-09-07. Kapten 1703-03-20. Fälttygmästare 1706-12-06. Överstes karaktär och majors indelning vid Stockholms artilleri 1722-06-26. Överstelöjtnant vid artilleriet i Göteborg 1727-05-09. Död i Göteborg ogift 1738-04-07 och begraven 1738 i domkyrkan, Göteborg. Han var med vid Narva samt Düna- och Diesnaströmmarna ävensom vid Holovzin, Vepryk  och Poltava, varefter han blev fången vid Perevolotjna och förd till Skopin, varifrån han hemkom 1722-05-00 eller efter fredsslutet. Var en man av ogemen bravur, ty, till exempel då en gång en översittare, som han förut i duell övervunnit, oförvarandes överföll honom och lossade på honom tvenne skarpt laddade pistoler, under det han stod vid sitt öppna fönster, rökande sin pipa, var han därunder orörligt stilla samt nöjde  sig sedan med att endast med sin bössa skjuta en hagelsvärm i låret på den vita häst, varpå hans ovän red.
- Palne Eriksson Rosenstråle.
- Truls Rosenstråle – Hovjunkare hos konung Johan III 1589-06-04. Sekreterare i kungliga kansliet 1607.
- Anders Gustaf Rosenstråle dä – Karolinsk kapten. Deltog bland annat i Poltava där han blev sårad i pannan och därefter förd till Sibirien. Hemkom efter krigsslutet.